# Nigel Mansell

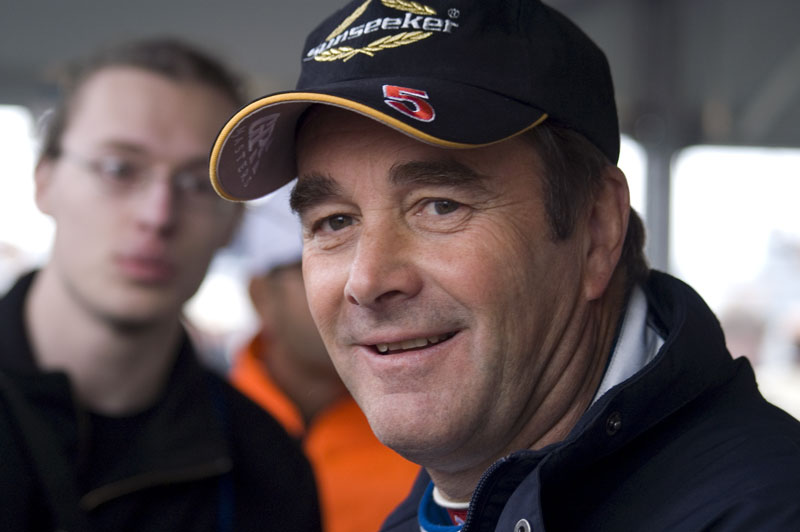
Nigel Mansell al Gran Premi de Gran Bretanya del 2007

Nigel Mansell OBE, pilot britànic de Fórmula 1 nascut a Upton-on-Serven, Anglaterra, el 8 d'agost de 1953.
Va debutar al Gran Premi d'Àustria de l'any 1980. Va començar a córrer regularment a l'escuderia Lotus a l'any següent.
Va obtenir la seva primera victòria al Gran Premi d'Europa del 1985 amb un Williams - Honda. Fou subcampió la temporada 1986, la de l'any següent (1987) i l'any 1991.L'any 1992 va ser el campió guanyant 9 curses (cinc d'elles en forma consecutiva a l'inici de la temporada, el que encara és un rècord vigent) i aconseguint 14 pole positions (rècord encara vigent).
L'any 1993 fou el guanyador de la IndyCar als Estats Units a la seva primera temporada, essent el primer "Rookie" que ho assolia.

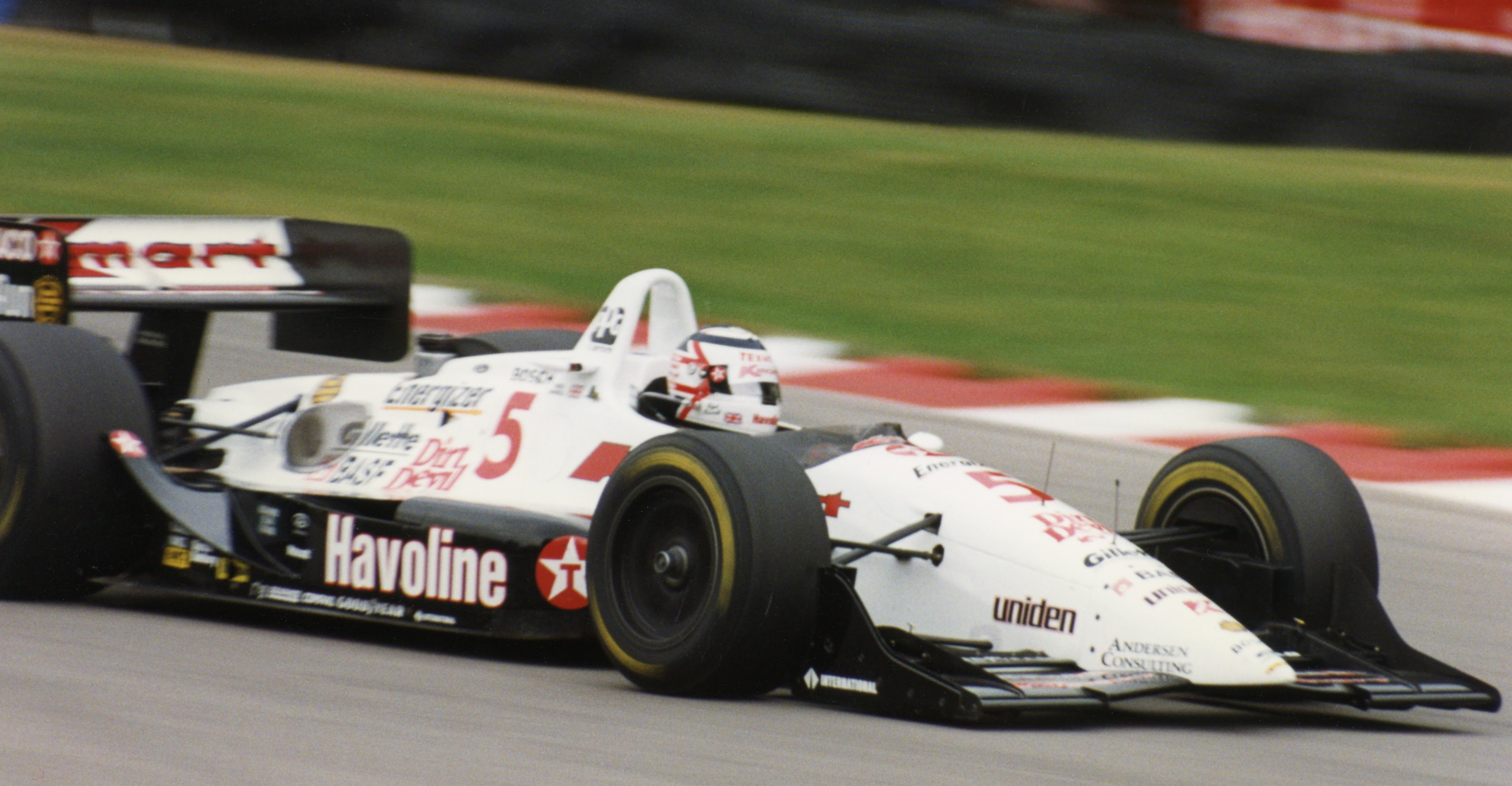
Mansell a la American Cart al 1993.

Després d'un breu retorn l'any 1994 amb l'escuderia McLaren a la fórmula 1, es va retirar l'any 1995, després de només 2 curses.
Pels seus mèrits l'any 2005 va ingressar al Saló Internacional de la Fama dels Esports Motoritzats.

## Palmarès
- Campionats del món : 1
- Curses : 185
- Victòries : 31
- Pòdiums : 59
- Poles : 32
- Voltes ràpides : 30